# 조규홍
조규홍(曺圭鴻, 1967년 2월 19일 ~ )은 대한민국의 제55대 보건복지부 장관인 공무원으로 2024년 한국의 의료대란 발생 및 진행과정에서 깊이 개입한 인물이다. 2024년 12월 4일 새벽 윤석열 대통령이 비상계엄을 선포하기 위해 소집한 국무회의에 참석한 소수의 인물 중 하나였으나, 같은 날 새벽 계엄 해제를 논의하기 위해 열린 국무회의에는 불참했다.

## 학력
- 1985.2: 중앙대학교 사범대학 부속고등학교 졸업 (38회)
- 1989.2: 서울대학교 사회과학대학 경제학과 졸업, 경제학 학사 (85학번)
- 1992.2: 서울대학교 행정대학원 졸업, 행정학 석사
- 2003.5: 콜로라도 대학교 대학원 경제학 석사
- 2005.5: 콜로라도 대학교 대학원 경제학 박사

## 경력
- 1988 제32회 행정고시 합격
- 1989.4 : 총무처 행정사무관시보
- 1991.11: 관세청 평가1과 사무관
- 1993.10: 재무부 관세협력과 사무관
- 1994.12: 재정경제원 세제실 산업관세과 사무관
- 1995.5: 재정경제원 예산실 예산총괄과 사무관

- 1996.4: 재정경제원 예산실 통상과학예산담당관실 사무관
- 1997.3: 재정경제원 예산실 건설교통예산담당관실 사무관
- 1998.4 : 예산청 예산총괄국 예산정책과 사무관
- 1999.5 : 기획예산처 재정기획국 중기재정과 사무관
- 1999.11: 기획예산처 중기재정과 서기관
- 2005.05~2006.01: 기획예산처 법령분석과장
- 2006.01~2006.03: 기획예산처 성장동력팀장
- 2006.03~2007.03: 기획예산처 재정전략실 전략기획팀장
- 2007.03~2008.03: 기획예산처 산업재정기획단 농림해양재정과장
- 2008.03~2009.02: 기획재정부 예산실 예산총괄심의관실 예산제도과장
- 2009.02~2010.01: 기획재정부 예산실 예산총괄심의관실 예산총괄과장
- 2010.01~2010.12: 대통령실 기획관리실 행정관
- 2011.01~2011.06: 대통령실 기획관리실 기획비서관실 선임행정관
- 2011.06~2013.03: 기획재정부 장관정책보좌관
- 2013.03~2014.09: 대통령비서실 국정기획수석비서관 기획비서관실 선임행정관
- 2014.09~2016.10: 기획재정부 예산실 경제예산심의관
- 2016.10~2018.10: 기획재정부 재정관리관(차관보)
- 2018.10~2021.10: 유럽부흥개발은행(EBRD) 이사
- 2021.09~2022.03: 충북대학교 세종 국가정책대학원 초빙교수
- 2022.03~2022.05: 제20대 대통령직 인수위원회 경제1분과 전문위원
- 2022.05~2022.10 : 보건복지부 제1차관
- 2022.05~2022.10 : 보건복지부 장관 직무대행
- 2022.10~2025.07 : 제26대 보건복지부 장관
- 2022.10~2025.07 : 중앙재난안전대책본부 제1차장
- 2022.10~2023.07 : 대통령직속 국가균형발전위원회 당연직위원
- 2022.10~2025.07 : 대통령 직속 국가지식재산위원회 당연직 위원
- 2022.10~2025.07 : 대통령직속 국가생명윤리심의위원회 정부위원(수석간사)
- 2022.12~2025.07 : 저출산고령사회위원회 정부위원(간사)
- 2023.07~2025.07 : 대통령 직속 지방시대위원회 당연직위원
- 2024.04~2025.07 : 대통령 직속 의료개혁특별위원회 위원